# I Do Not Want What I Haven’t Got
I Do Not Want What I Haven't Got – album irlandzkiej piosenkarki Sinéad O’Connor wydany w 1990 roku, zawierający jej najbardziej znany utwór „Nothing Compares 2 U”. Płyta ta była jednym z najlepiej sprzedających się na świecie albumów wydanych w 1990 roku.
Album w 1991 roku dostał 4 nominacje do Nagród Grammy zdobywając nagrodę w kategorii Best Alternative Music Album. O’Connor odmówiła przyjęcia nagrody.
W 2003 album został sklasyfikowany na 406. miejscu listy 500 albumów wszech czasów magazynu Rolling Stone.

## Lista utworów
Autorem tekstów i muzyki jest O’Connor.
| Nr  | Tytuł utworu                                     | Długość |
| --- | ------------------------------------------------ | ------- |
| 1.  | „Feel So Different”                              | 6:47    |
| 2.  | „I Am Stretched on Your Grave” (Anonimowy, King) | 5:33    |
| 3.  | „Three Babies”                                   | 4:47    |
| 4.  | „The Emperor's New Clothes”                      | 5:16    |
| 5.  | „Black Boys on Mopeds”                           | 3:53    |
| 6.  | „Nothing Compares 2 U” (Prince)                  | 5:10    |
| 7.  | „Jump in the River” (O’Connor, Pirroni)          | 4:12    |
| 8.  | „You Cause as Much Sorrow”                       | 5:04    |
| 9.  | „The Last Day of Our Acquaintance”               | 4:40    |
| 10. | „I Do Not Want What I Haven't Got”               | 5:47    |
|     |                                                  | 51:09   |

| Nr  | Tytuł utworu                                            | Autor tekstu                                           | Długość |
| --- | ------------------------------------------------------- | ------------------------------------------------------ | ------- |
| 1.  | „Night Nurse”                                           | Gregory Isaacs, Sylvester Weise                        | 4:54    |
| 2.  | „My Special Child”                                      | O’Connor                                               | 4:48    |
| 3.  | „Damn Your Eyes””                                       | B. Wyrick, S. Bogard                                   | 4:46    |
| 4.  | „Silent Night”                                          | Long Version                                           | 4:45    |
| 5.  | „You Do Something to Me”                                | Cole Porter                                            | 3:53    |
| 6.  | „Mind Games”                                            | John Lennon                                            | 5:26    |
| 7.  | „What Do You Want”                                      | O’Connor                                               | 2:58    |
| 8.  | „I Am Stretched on Your Grave” (Apple Brightness Mix)   | O’Connor                                               | 5:38    |
| 9.  | „Troy” (recorded 'live' in London)                      | O’Connor                                               | 6:41    |
| 10. | „I Want Your (Hands on Me)” (live at Hammersmith Odeon) | O’Connor, Clowes, Reynolds, Rob Dean, Spike Hollifield | 3:53    |
|     |                                                         |                                                        | 47:42   |

## Single
- „Jump in the River” (1989)[12]
- „Nothing Compares 2 U” (1990)
- „The Emperor's New Clothes” (1990)
- „Three Babies” (1990)